# Bryum salakense
Bryum salakense là một loài Rêu trong họ Bryaceae. Loài này được Cardot mô tả khoa học đầu tiên năm 1912.